# Новомиколаївка (Нововасилівська селищна громада)
Новомикола́ївка — село в Україні, у Нововасилівській селищній громаді Мелітопольського району Запорізької області. Населення становить 238 осіб. До 2020 року орган місцевого самоврядування — Воскресенська сільська рада.

## Географія
Село Новомиколаївка розташоване за 1 км від правого берега річки Метрозли, на відстані 1 км від села Воскресенка. Селом тече пересихаючий струмок із загатою.

## Історія
Село засноване 1860 року.
12 червня 2020 року, відповідно до розпорядження Кабінету Міністрів України № 713-р «Про визначення адміністративних центрів та затвердження територій територіальних громад Запорізької області», Воскресенська сільська рада об'єднана з  Нововасилівською селищною громадою.
17 липня 2020 року, в результаті адміністративно-територіальної реформи та ліквідації Приазовського району, село увійшло до складу Мелітопольського району.

## Об'єкти соціальної сфери
- Середня загальноосвітня школа.
- Дитячий дошкільний навчальний заклад — складається з єдиної різновікової групи на 25 осіб. Відкритий 2011 року на базі місцевої школи, де для цього було переобладнано декілька шкільних кабінетів[3].